# デジタル土方
デジタル土方（デジタルどかた）とは、システムエンジニア、カスタマーエンジニアやプログラマなど情報技術産業で働く労働者の俗称。IT土方（アイティどかた）やコンピュータ土木作業員（コンピュータどぼくさぎょういん）、システム屋（システムや）とも呼ばれる。

## 概要
元請企業であるゼネコンが下請企業を支配し仕事を丸投げするという、建設・土木業界によく似た多層式の産業構造になっており、ほか、多重派遣や偽装請負が頻繁に行われている。

## IT系人材派遣会社・関連メーカーの存在
SIer産業の元請企業が下請企業に仕事を丸投げしたり、元請け自身が非正規雇用を雇用するにしても末端の従業員を消耗品同然に搾取型のビジネスモデルの構造はたびたび批判されるが、現代日本においてそういったいびつな産業構造はIT産業が唯一の例外というわけではない。たとえばIT産業にとっても不可欠なツールであるパーソナルコンピュータの通信販売やショップブランドパソコンへのOEM供給を主業とする“直販メーカー”でも同様の状況はいくらでも見られる。
IT系人材派遣会社の多くは表向きは上流のSI企業を自称しているが、実態は未経験者歓迎を謳い文句に多くの人材を安価に調達し、さらに上流のSI企業に提供する人材派遣業者に過ぎない。ITエンジニアと呼ばれてはいるものの、仕事の大部分はExcelドキュメントの作成であり、「Excel職人」と見なされている。労働者派遣としての適正な管理がなされていない偽装請負であるケースも後を絶たない。このような人材派遣会社が数多くの批判に晒される。

## システムインテグレータとIT土方
独立系、メーカー系、ユーザー系、コンサル系、外資系などがある。システム受託開発業界は特に様々な批判に直面している。この業界の慣行として開発の下請け構造があり、上流のエンジニアが設計し下流のエンジニアはコーディングやテストなどを担当するため、エンジニアが十分な経験を得ることができない問題が指摘されている。コード行数を生産性指標として採用することが多く、重複したコードや冗長なコードや低効率なコードが見られることがよくある。多くの場合、開発者がテストも兼任し、独立したテスト担当者がいない。
- メーカー系　電機メーカーなどの子会社を指す、福利は親会社に準ずることが多く、本社のソフトウェア関連の仕事を受け持つことが多い。
- ユーザー系　金融、流通、インフラストラクチャー、総合商社などのITと関係のない子会社か資本関係をもつ会社、親会社の仕事が多く福利も親会社に準ずることが多く、親会社のシステム部門が独立したものが多い。
- 独立系　親会社を持たない企業を指す。「一定の知名度と信頼があり顧客から直接業務を受注できる」「独自の人気コンテンツやソフトウェアがある」「組込みソフトウェアや回路設計など高度な技術を持っている」などで、安定した収入源を持っている企業もあるが、これらがない場合は他の企業からのIT関連業務を格安で請け負う下請業者や人材派遣会社でしかない。このことが収益の悪化と社員への待遇の悪化へ繋がっている。
- コンサル系　事業や経営の戦略においてシステム提案を得意とする企業を指す。システムを作るよりも提案することが得意であり、超上流が得意なシステムインテグレーターと見ることもできる。
- 外資系　世界規模で展開をしている企業を指す。OracleやSAPなどプロダクトが有名な企業やアクセンチュアのようにコンサルティングが得意な企業がある。

## 新3K職場
労働環境の劣悪さ揶揄する言葉として、従来のブルーカラーの労働環境を表す「きつい、汚い、危険」の3Kになぞらえ、新3Kあるいはニュー3Kというものがある。2007年には、NTTデータの代表取締役である浜口友一が決算発表でこの言葉を例えに挙げて業界を憂えたと報道された。
2007年に開かれた情報処理推進機構によるITフォーラムでは、学生がIT業界に対して持つイメージとして「きつい、帰れない、給料が安い、休暇取れない、結婚できない、子供作れない」などの他に、職業として多くのネガティブイメージの存在が明らかにされた。
一方、情報処理推進機構理事として2000年代に日本のIT国家戦略の支援に携わってきた藤原武平太は、企業新卒採用の課題を複数回答でまとめた表（第一位は、46.5%、業界の仕事のイメージが良くない）を踏まえて、「3K、5K、7K、10Kなど私自身は根拠がないと思っていることが、面白おかしく伝わっている。（中略）私は由々しき事態と思っている」と述べている。
2010年代後半から在宅勤務が広く普及し、労働条件は改善されてきた。しかし、給料や仕事の内容や製品の品質などについては依然として問題があるとみなされる。